# مينامبيوسو (تشيبا)
مدينة مينامبيوسو، (بالإنجليزية: Minamibōsō)‏ هي إحدى المدن التابعة لولاية تشيبا. تأسست رسميًا في 20/03/2006. ويقدر عدد سكانها بـ 43553 نسمة حسب تقدير مكتب الإحصاء الياباني لعام 2012. تبلغ مساحة مينامبيوسو 230.22 كم2. بكثافة سكانية تبلغ 189 نسمة/كم2.

## أعلام
- كازومي تاكاياما
- سورا توكوي